# Cimetière des Arabes de Nessadiou
Le cimetière des Arabes situé à Nessadiou (un quartier détaché de Bourail) est un cimetière attribué aux Algériens du Pacifique qui étaient déportés au bagne en Nouvelle-Calédonie. La forte présence de cette communauté à Bourail a influencé la création de ce cimetière.

## Histoire
Le cimetière arabe de Nessadiou, et le centre culturel appelé aussi la mosquée, témoignent de l’arrivée de près de 2 000 Algériens déportés de droit commun entre 1864 et 1897 en Nouvelle-Calédonie. Nombre d’entre eux ont obtenu des concessions à Nessadiou et Boghen et s’y installent.
À l'occasion de la séance du 18 juillet 1896, Charles Metzger interroge la commission « pour savoir s'il y aurait ou n'y aurait pas d'inconvénients à créer, à Nessadiou, un cimetière musulman ». Le cimetière musulman de Nessadiou est établi en 1897, sur un terrain offert par M. Miloud, proche de la rivière Nessadiou et de la tombe du marabout Sidi Moulay. Le centre culturel situé à côté du cimetière fait office de lieu de culte pour les musulmans de la région.
En 1969 est créée l'association des Arabes et amis des Arabes, qui s'occupe activement de mobiliser les fonds pour préserver le cimetière et son attache avec la communauté arabe locale.
Le 4 mars 2007, le ministre délégué à la Promotion de l'égalité des chances Azouz Begag se recueille dans le cimetière des Arabes de Nessadiou.

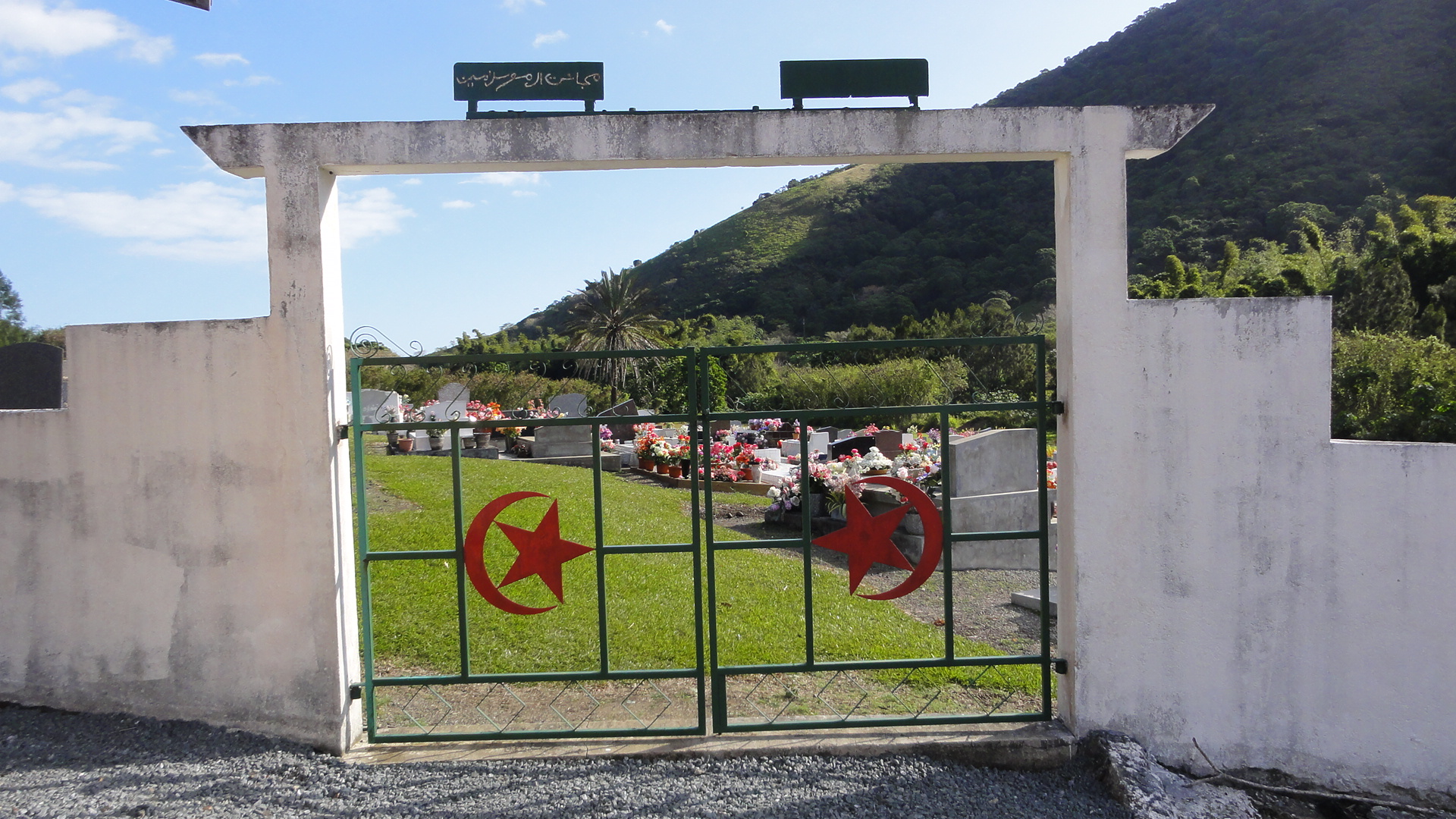
Entrée du cimetière
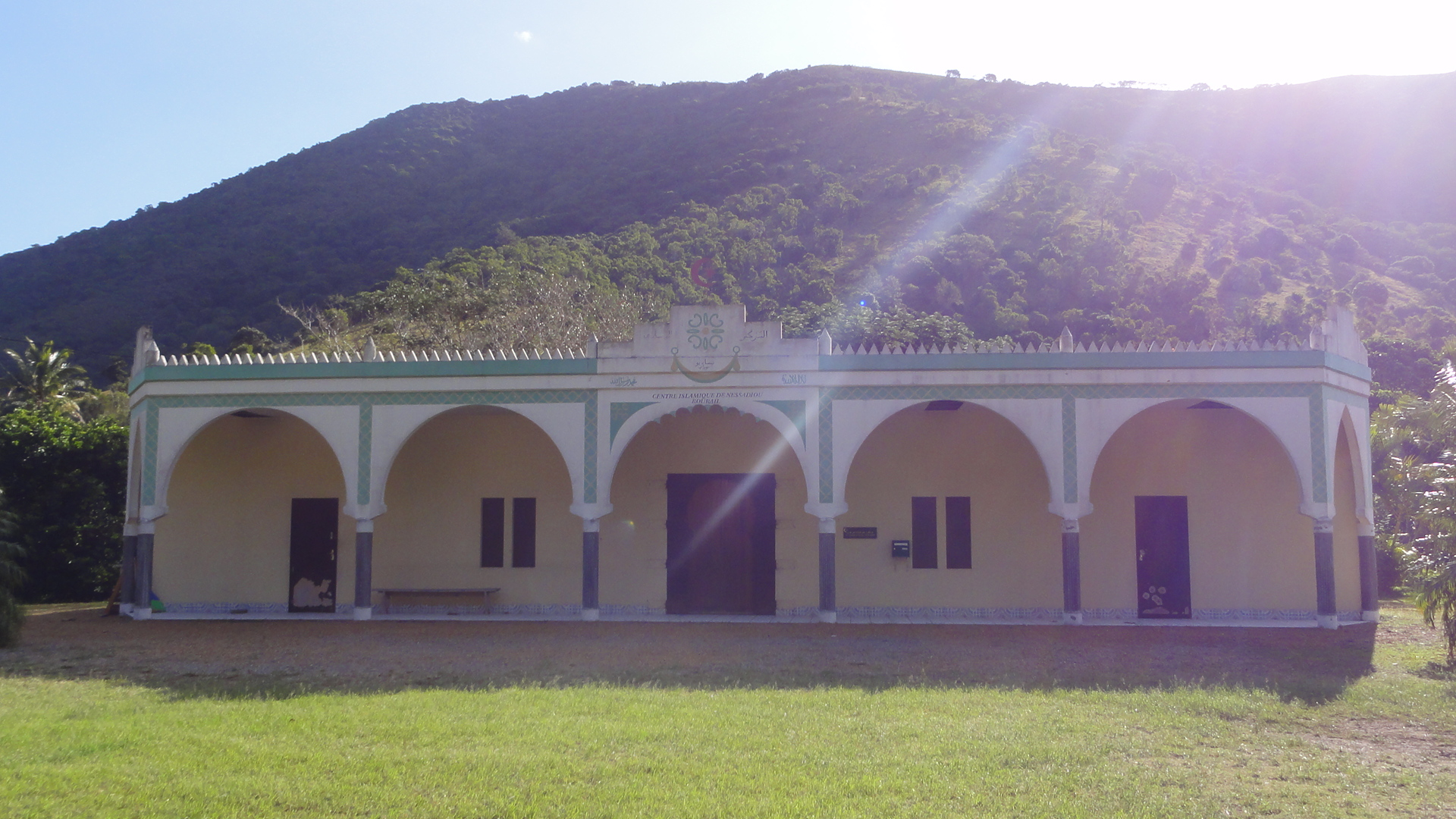
Centre culturel